# Linn Gestblom
Linn Jenny Maria Gestblom, född Persson 27 juni 1994 i Östmarks församling i Värmlands län, är en svensk skidskytt som debuterade i världscupen i mars 2015. Hon deltog i det stafettlag som vann silver på OS i Pyeongchang 2018 och silver på VM i Östersund 2019. År 2023 vann hon brons i sprinten och silver i distansen på Världsmästerskap i skidskytte.
Gestblom tog sin första pallplats i världscupen den 7 januari 2018 i Oberhof då hon körde förstasträckan i det svenska stafettlaget som slutade på en tredjeplats. Den 22 december 2019 tog hon sin första individuella pallplats i världscupen då hon slutade trea på masstarten i Le Grand-Bornand.
I olympiska spelen i Peking 16 februari 2022 tog Linn Gestblom, då Persson, guld i stafetten tillsammans med Mona Brorsson, Elvira Öberg och Hanna Öberg. 
Gestblom åkte första sträckan och gjorde en fantastisk sträcka. Laget tog därmed Sveriges första OS-guld i damernas stafett i skidskytte och blev därför historiska.

## Rullskidskytte
I augusti 2019 blev hon svensk mästare på 15 kilometer vid svenska mästerskapen i rullskidskytte i Sollefteå.

## Resultat

### Pallplatser i världscupen

#### Individuellt
Gestblom har tre individuella pallplatser i världscupen: en andraplats och två tredjeplatser.
| Säsong  | Datum            | Plats            | Disciplin          | Placering |
| ------- | ---------------- | ---------------- | ------------------ | --------- |
| 2019/20 | 22 december 2019 | Le Grand-Bornand | Masstart (12,5 km) | 3:a       |
| 2022/23 | 3 december 2022  | Kontiolahti      | Sprint (7,5 km)    | 3:a       |
| 2022/23 | 16 december 2022 | Le Grand-Bornand | Sprint (7,5 km)    | 2:a       |

#### Lag
I lag har Gestblom 20 pallplatser i världscupen: fyra segrar, sju andraplatser och åtta tredjeplatser. Från VM: två andra platser och två tredjeplatser. 
| Säsong  | Datum            | Plats                | Disciplin  | Placering | Lagkamrat(er)                      |
| ------- | ---------------- | -------------------- | ---------- | --------- | ---------------------------------- |
| 2017/18 | 7 januari 2018   | Oberhof              | Stafett    | 3:a       | Magnusson / Högberg / Brorsson     |
| 2017/18 | 13 januari 2018  | Ruhpolding           | Stafett    | 3:a       | Brorsson / Magnusson / H. Öberg    |
| 2018/19 | 16 december 2018 | Hochfilzen           | Stafett    | 2:a       | Brorsson / Nilsson / H. Öberg      |
| 2018/19 | 16 mars 2019     | Östersund (VM)       | Stafett    | 2:a       | Brorsson / Magnusson / H. Öberg    |
| 2019/20 | 30 november 2019 | Östersund            | Mixstafett | 3:a       | Brorsson / Nelin / Ponsiluoma      |
| 2019/20 | 8 december 2019  | Östersund            | Stafett    | 3:a       | E. Öberg / Brorsson / H. Öberg     |
| 2019/20 | 11 januari 2020  | Oberhof              | Stafett    | 2:a       | E. Öberg / Brorsson / H. Öberg     |
| 2020/21 | 12 december 2020 | Hochfilzen           | Stafett    | 3:a       | Skottheim / H. Öberg / E. Öberg    |
| 2020/21 | 16 januari 2021  | Oberhof              | Stafett    | 3:a       | Brorsson / E. Öberg / H. Öberg     |
| 2020/21 | 10 februari 2021 | Pokljuka (VM)        | Mixstafett | 3:a       | Ponsiluoma / Samuelsson / H. Öberg |
| 2020/21 | 4 mars 2021      | Nové Město na Moravě | Stafett    | 1:a       | Brorsson / H. Öberg / E. Öberg     |
| 2020/21 | 14 mars 2021     | Nové Město na Moravě | Singelmix  | 1:a       | Sebastian Samuelsson               |
| 2021/22 | 5 december 2021  | Östersund            | Stafett    | 3:a       | Brorsson / E. Öberg / H. Öberg     |
| 2021/22 | 11 december 2021 | Hochfilzen           | Stafett    | 1:a       | Magnusson / E. Öberg / H. Öberg    |
| 2021/22 | 3 mars 2022      | Kontiolax            | Stafett    | 2:a       | Magnusson / H. Öberg / E. Öberg    |
| 2021/22 | 13 mars 2022     | Otepää               | Mixstafett | 2:a       | Nelin / Ponsiluoma / E. Öberg      |
| 2022/23 | 1 december 2022  | Kontiolax            | Stafett    | 1:a       | Magnusson / H. Öberg / E. Öberg    |
| 2022/23 | 11 december 2022 | Hochfilzen           | Stafett    | 2:a       | Magnusson / H. Öberg / E. Öberg    |
| 2022/23 | 22 januari 2023  | Antholtz             | Stafett    | 2:a       | Magnusson / H. Öberg / E. Öberg    |
| 2022/23 | 18 februari 2023 | Oberhof (VM)         | Stafett    | 3:a       | Magnusson / E. Öberg / H. Öberg    |
| 2023/24 | 29 november 2023 | Östersund            | Stafett    | 2:a       | Magnusson / E. Öberg / H. Öberg    |
| 2023/24 | 7 januari 2024   | Oberhof              | Stafett    | 3:a       | Magnusson / H. Öberg / E. Öberg    |
| 2023/24 | 10 januari 2024  | Ruhpolding           | Stafett    | 2:a       | Magnusson / Brorsson / E. Öberg    |
| 2023/24 | 17 februari 2024 | Nove Mesto (VM)      | Stafett    | 2:a       | Magnusson / H.Öberg / E.Öberg      |

### Ställning i världscupen
| Säsong  | Totalt | Totalt | Distans | Distans | Sprint | Sprint | Jaktstart | Jaktstart | Masstart | Masstart |
| Säsong  | Poäng  | Plac.  | Poäng   | Plac.   | Poäng  | Plac.  | Poäng     | Plac.     | Poäng    | Plac.    |
| ------- | ------ | ------ | ------- | ------- | ------ | ------ | --------- | --------- | -------- | -------- |
| 2015/16 | 81     | 59:e   | 17      | 48:e    | 36     | 54:e   | 28        | 55:e      | –        | –        |
| 2017/18 | 97     | 51:a   | 43      | 17:e    | 39     | 55:e   | 15        | 64:e      | –        | –        |
| 2018/19 | 340    | 28:e   | 48      | 22:a    | 87     | 33:e   | 116       | 24:e      | 89       | 22:a     |
| 2019/20 | 346    | 19:e   | 24      | 40:e    | 106    | 29:e   | 114       | 11:e      | 102      | 18:e     |
| 2020/21 | 572    | 14:e   | 66      | 10:e    | 177    | 15:e   | 168       | 13:e      | 103      | 17:e     |
| 2021/22 | 416    | 19:e   | 0       | –       | 196    | 14:e   | 134       | 17:e      | 86       | 17:e     |
| 2022/23 | 524    | 13:e   | 28      | 31:a    | 227    | 8:a    | 189       | 9:a       | 80       | 16:e     |
| 2023/24 | 325    | 21:a   | 29      | 38:a    | 126    | 18:e   | 131       | 18:e      | 39       | 26:a     |

Nytt poängsystem fr.o.m. säsongen 2022/2023.

### Olympiska spel
| Tävling          | Distans | Sprint | Jaktstart | Masstart | Stafett | Mixstafett |
| ---------------- | ------- | ------ | --------- | -------- | ------- | ---------- |
| Pyeongchang 2018 | 11:e    | 37:e   | 21:a      | 22:a     | Silver  | —          |
| Peking 2022      | 15:e    | 12:e   | 5:e       | 24:a     | Guld    | —          |

### Världsmästerskap
| Tävling         | Distans | Sprint | Jaktstart | Masstart | Stafett | Mixstafett | Singelmix |
| --------------- | ------- | ------ | --------- | -------- | ------- | ---------- | --------- |
| Oslo 2016       | 36:e    | 34:e   | 40:e      | —        | 10:e    | 12:e       | i.u.      |
| Östersund 2019  | 15:e    | 42:a   | 21:a      | 9:e      | Silver  | 5:e        | —         |
| Antholz 2020    | 47:e    | 44:e   | 32:a      | —        | 5:e     | 11:e       | —         |
| Pokljuka 2021   | 21:a    | 16:e   | 19:e      | 11:e     | 5:e     | Brons      | —         |
| Oberhof 2023    | Silver  | Brons  | 10:e      | 8        | Brons   | —          | —         |
| Nove Mesto 2024 | 10:a    | —      | —         | 17:e     | Silver  | —          | —         |

## Privat
Linn Persson gifte sig den 29 juni 2024 med Christian Gestblom (född 1991).

## Bilder

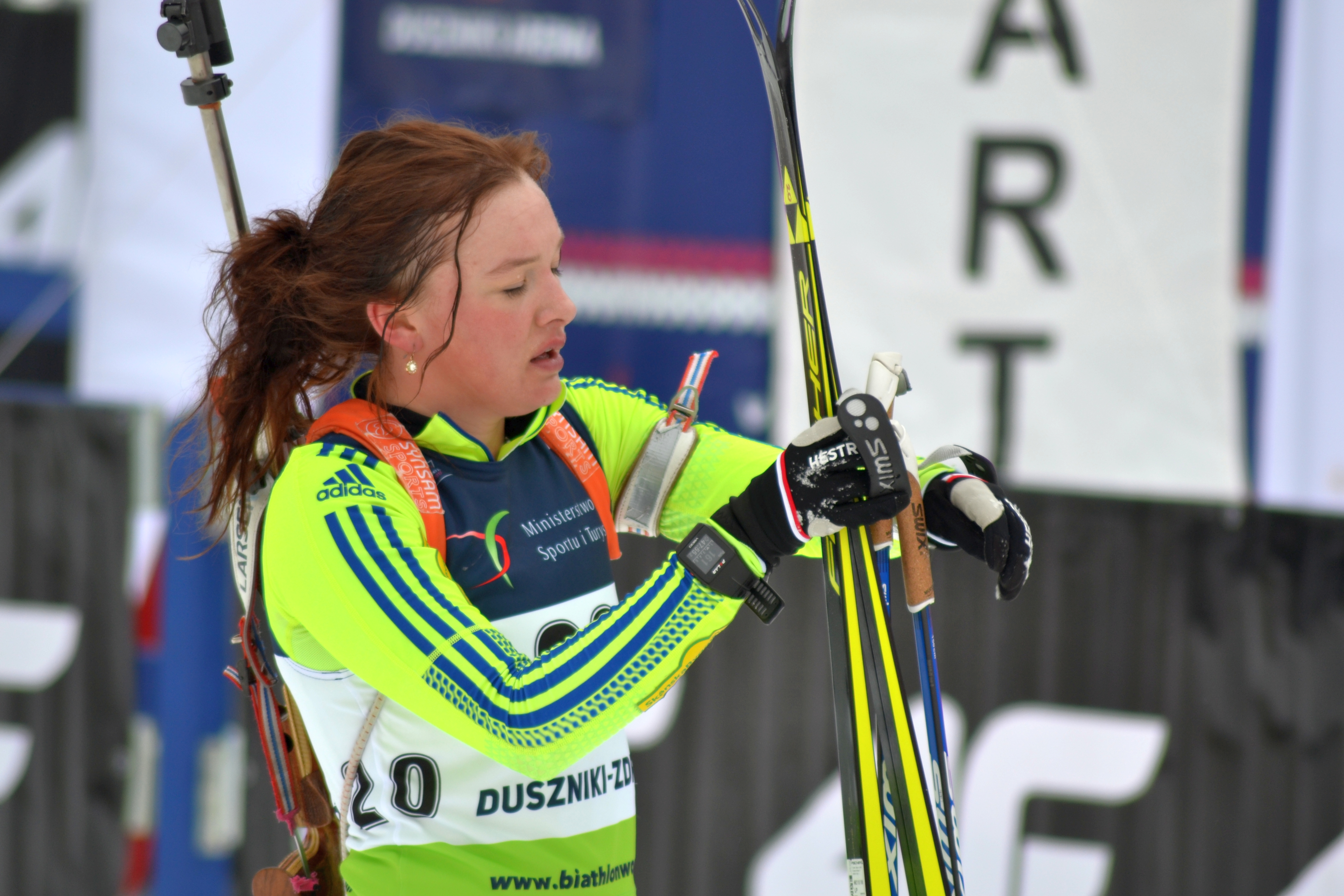
EM i Polen, januari 2017.
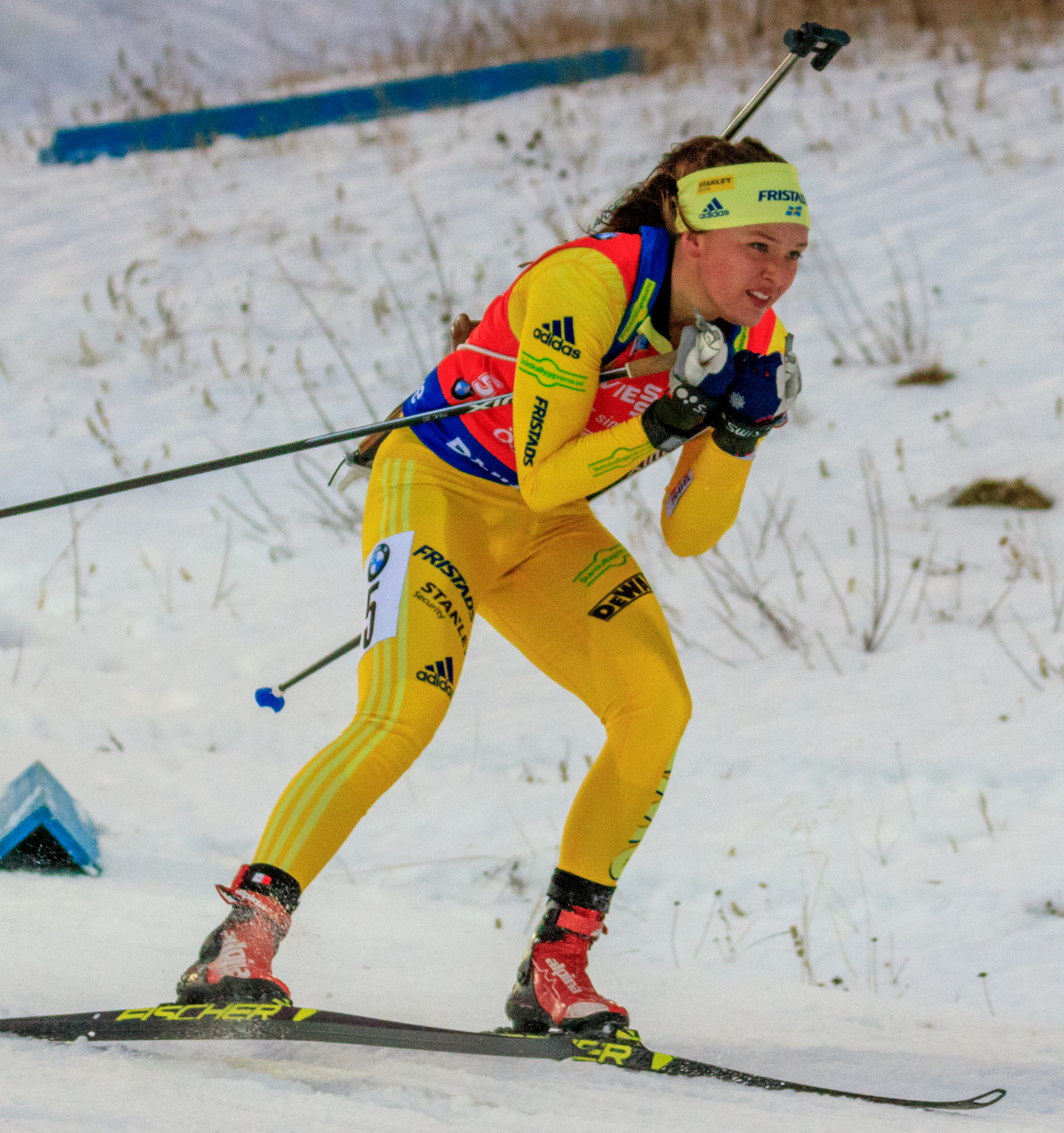
Östersund, november 2017.
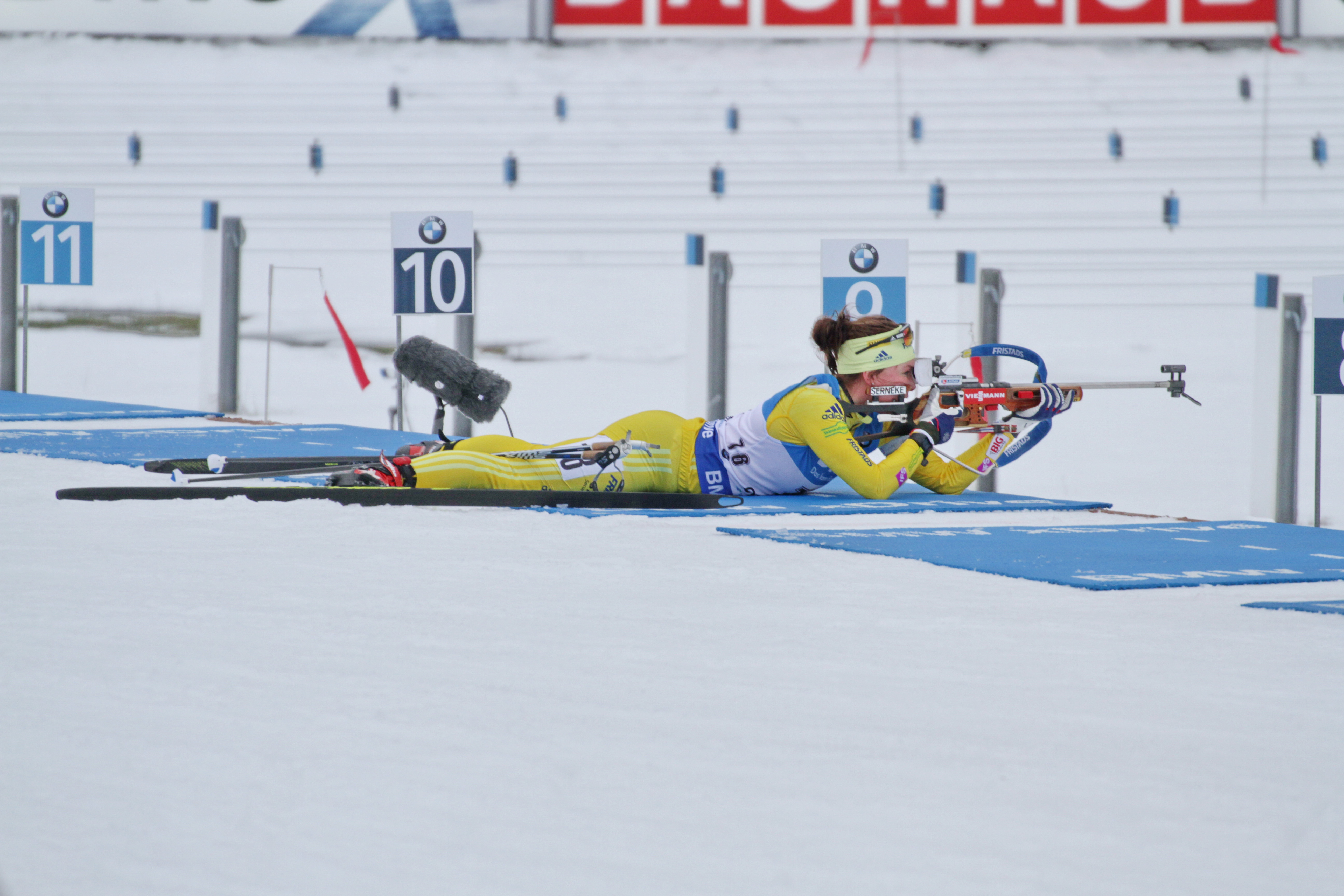
Oberhof, januari 2018.
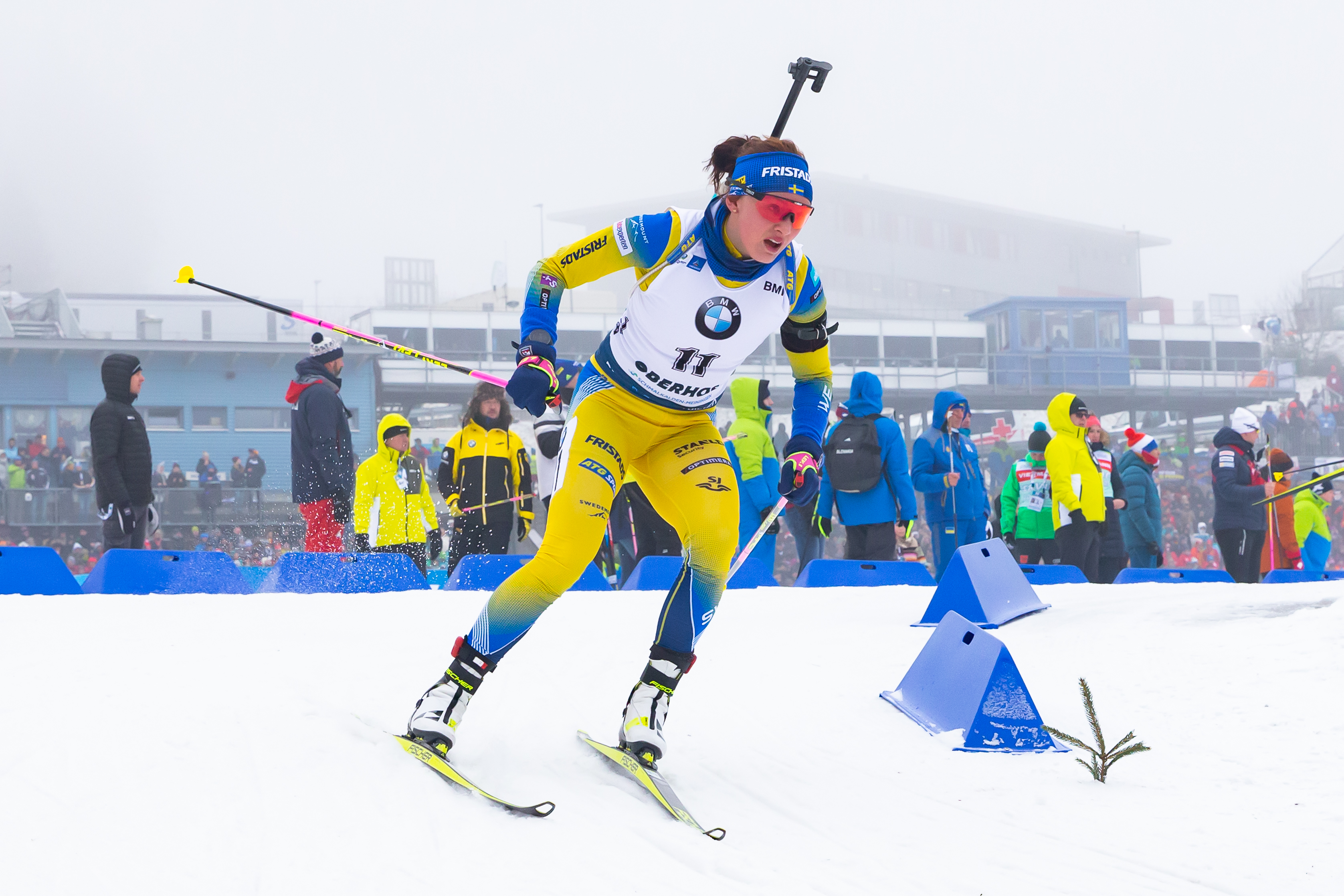
Oberhof, januari 2020.